# 穿裤礼

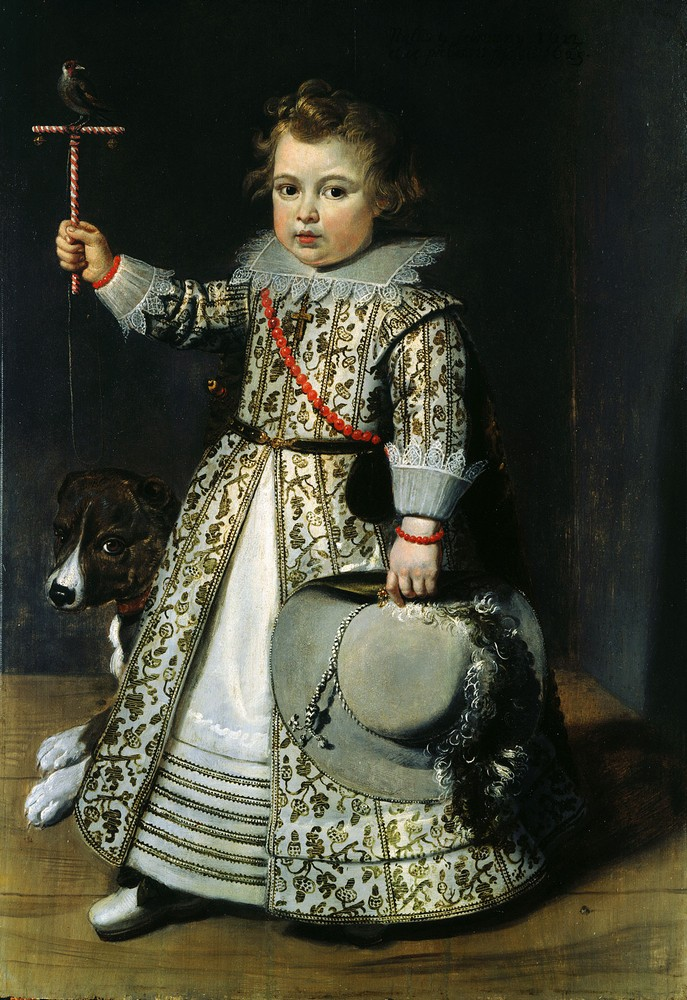
1625年，穿连衣裙的佛兰芒男童

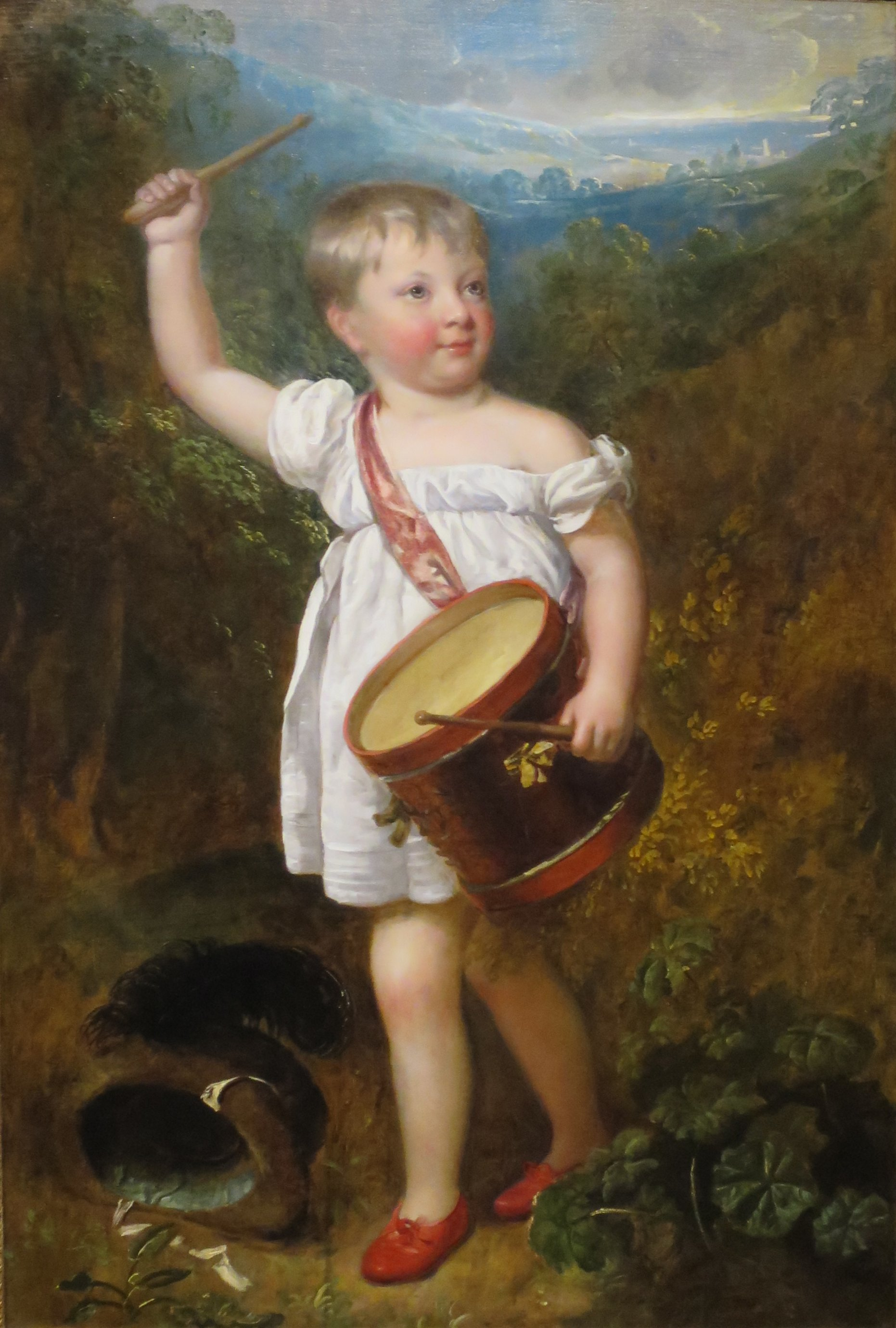
穿浅色连衣裙的小男孩

穿裤礼指男孩幼年时首次穿裤的仪式。从16世纪中期 至20世纪初，西方的男童在幼年时(2岁左右-8岁左右) 通常穿着长袍或连衣裙，直到长大后才穿裤。穿裤礼是男童人生中重要的庆祝仪式。这意味着父亲在抚养孩子方面会更多的参与。

## 庆祝
在19世纪，男童在穿裤后，通常会拍照留念，通常是跟他的父亲合影。

## 图片集

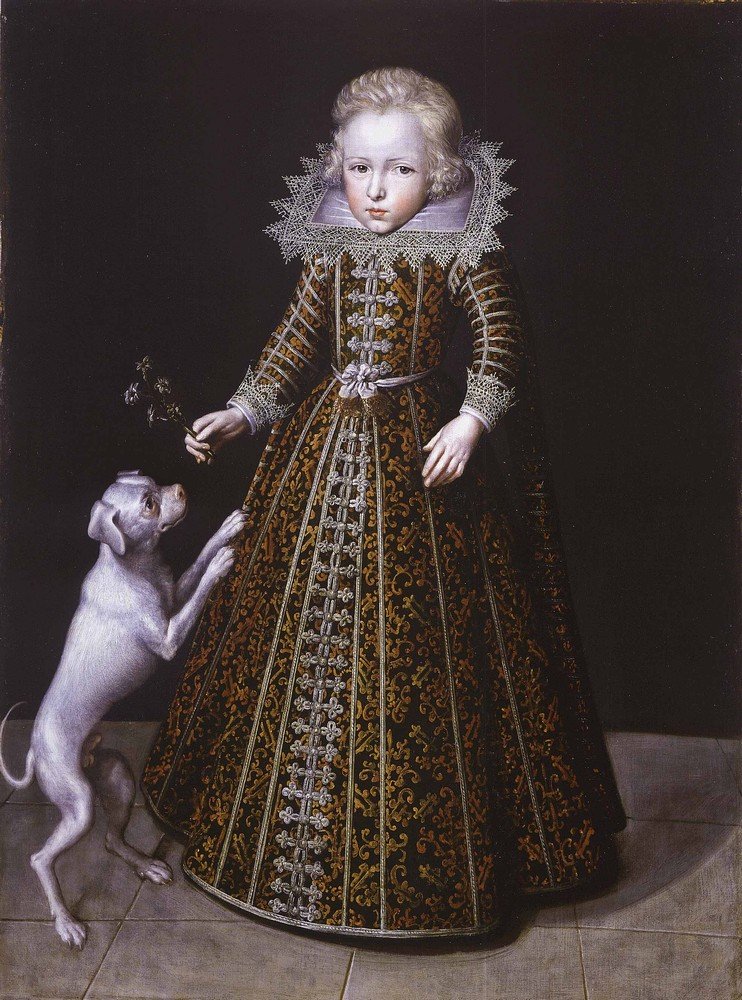
丹麦王子，1615年。
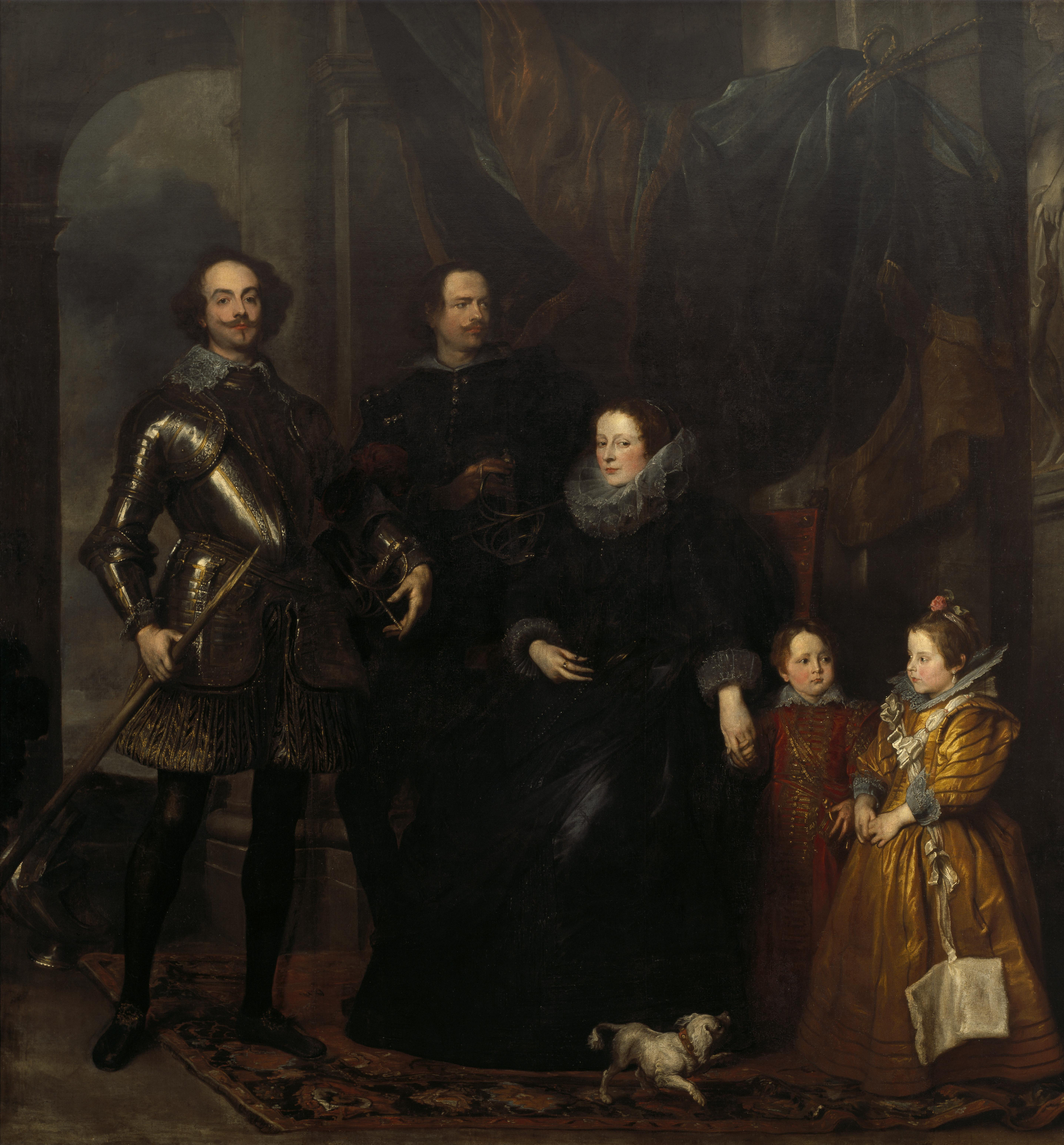
安东尼·凡·戴克画, 洛美里尼一家, 1623年。
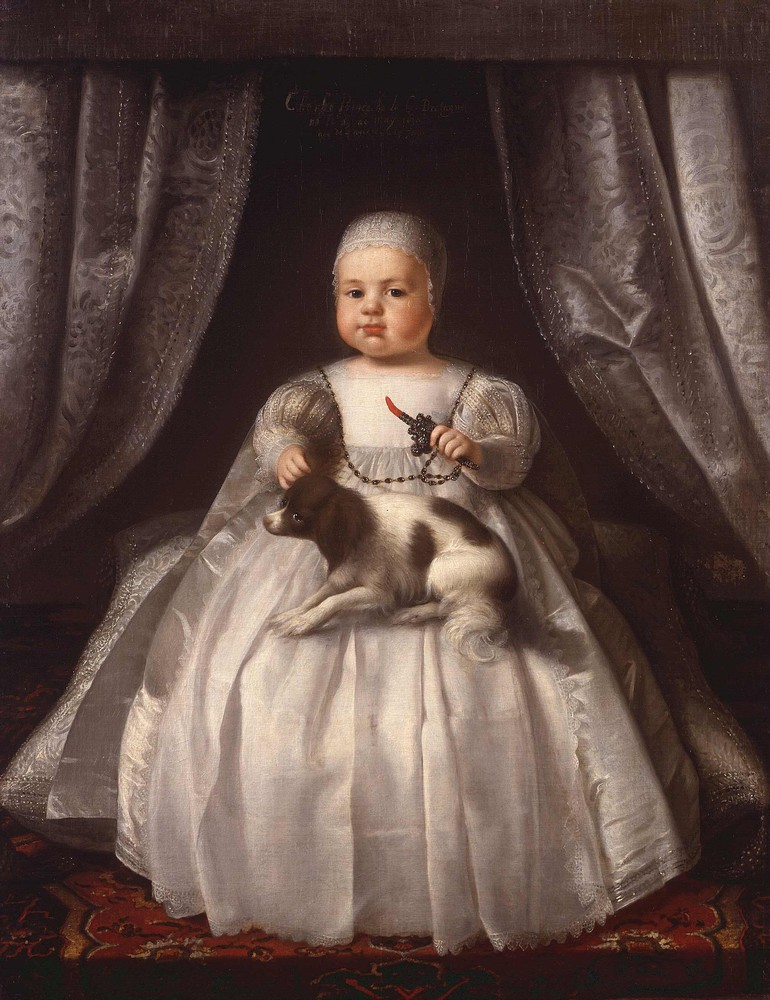
查理二世, 1630年。
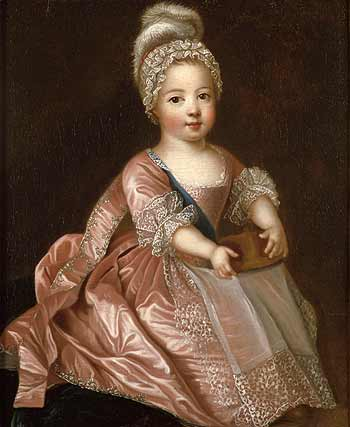
路易十五，1712年
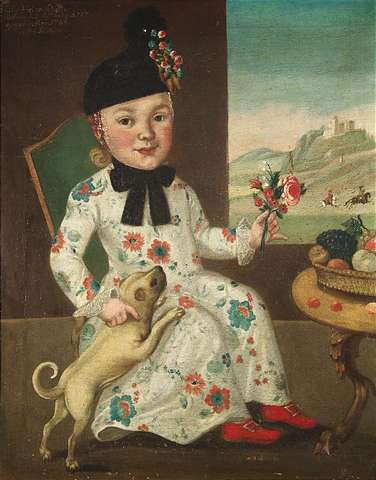
德国男童，三岁, 1769
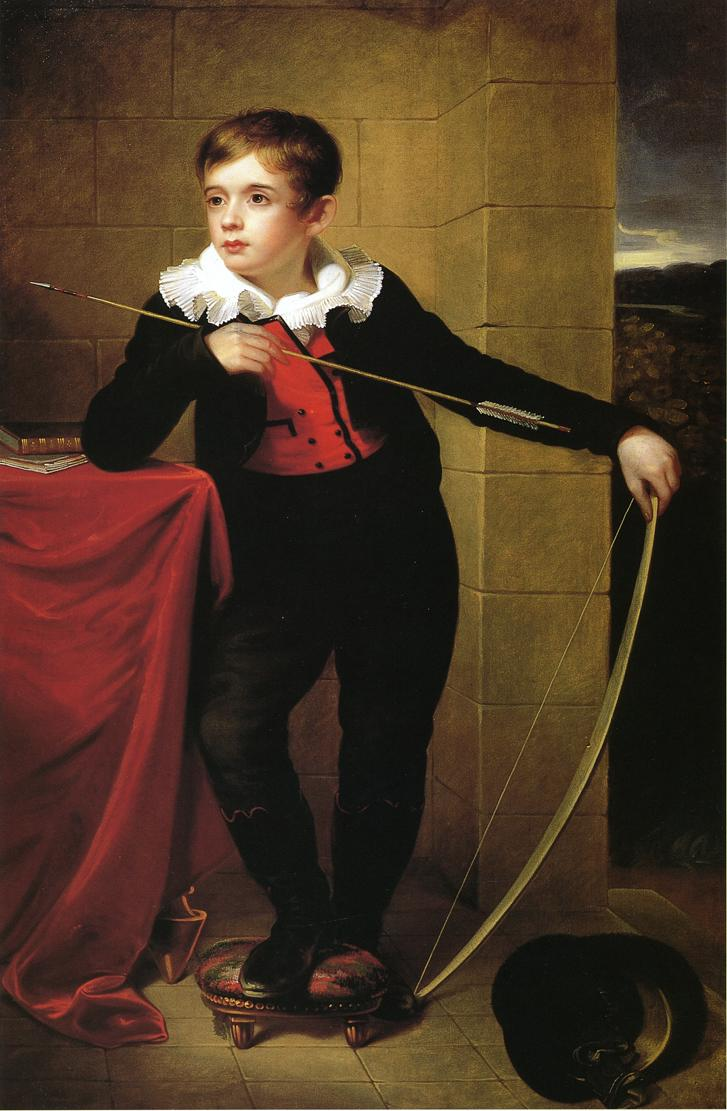
伦勃朗, 美国男孩，1812年。
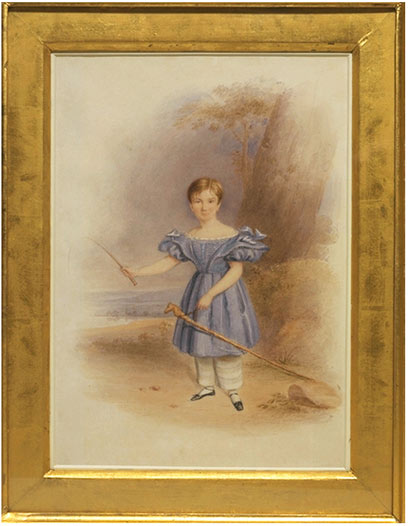
英国水彩画, 穿短连衣裙的男孩，1836年。
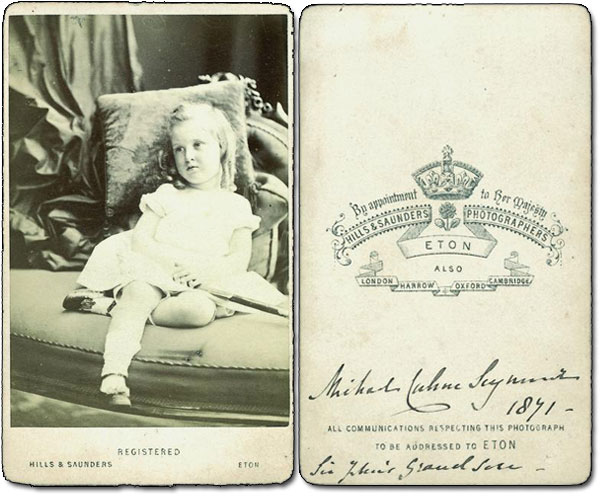
英国男孩, 1871年。

## 相关阅读
- Ashelford, Jane: The Art of Dress: Clothing and Society 1500–1914, Abrams, 1996. ISBN 0810963175